# Веселий Кут (Березнегуватська селищна громада)
Веселий Кут — село в Україні, у Березнегуватській селищній громаді Баштанського району Миколаївської області. Населення становить 150 осіб.

## Відомі люди
- Потапенко В'ячеслав Опанасович — український письменник і актор.